# Nyssodrysternum decoratum
Nyssodrysternum decoratum är en skalbaggsart som beskrevs av Monné 1992. Nyssodrysternum decoratum ingår i släktet Nyssodrysternum och familjen långhorningar. Inga underarter finns listade i Catalogue of Life.